# Beka Kandelaki
Beka Kandelaki (en georgiano: ბექა კანდელაკი; 17 de mayo de 1995) es un deportista azerbaiyano de origen georgiano que compite en lucha grecorromana. Ganó una medalla de bronce en el Campeonato Europeo de Lucha de 2024, en la categoría de 130 kg.

## Palmarés internacional
| Campeonato Europeo | Campeonato Europeo | Campeonato Europeo | Campeonato Europeo |
| Año                | Lugar              | Medalla            | Categoría          |
| ------------------ | ------------------ | ------------------ | ------------------ |
| 2024               | Bucarest (Rumania) | Medalla de bronce  | 130 kg             |